# Контарини, Андреа
Андреа Контарини (1300/1302 — 5 июня 1382) — 60-й венецианский дож, третий по счёту из знатного венецианского рода Контарини. Был избран на должность дожа 20 января 1368 года и правил вплоть до своей смерти.
В молодости он был дерзким, однако в зрелом возрасте снова стал серьёзным и против всех ожиданий был избран дожем, сам того особо не желая.
Контарини принудили принять титул дожа, в противном случае ему грозило обвинение в измене. Период его правления является одним из самых важных: если правление Пьетро II Орсеоло характеризуется развитием Венеции, а при Энрико Дандоло она превратилась из маленького государства в империю, то правление Контарини примечательно войной Кьоджи (1378—1381) и окончательным наступлением владычества Венеции на море, продлившегося много веков.
Война, ослабившая Генуэзскую республику, позволила Венеции получить контроль над основными торговыми маршрутами и ощутить свой второй экономический расцвет после первого, произошедшего в первой половине XIV века.
Андреа Контарини прославился также тем, что отдал свои золотые и серебряные блюда на переплавку, чтобы помочь экономике Венеции.

## Биография
Андреа был сыном Николо Контарини и принадлежал к богатой семье, которая к тому времени уже понемногу начинала оказывать влияние на общественную жизнь города. У него было четыре брата: Томазо, Марино, Альморо и Стефано. Последний служил командиром камбуза во время войн с генуэзцами и известен своей доблестью.
В молодости он много путешествовал, занимаясь торговлей. Согласно хроникам, однажды один бедняк предсказал ему, что в будущем он станет дожем, но его постигнет множество несчастий. Правдива ли легенда или нет, молодой Контарини не показал в себе человека высокой морали, как стоило ожидать от будущего главы государства. Со своими друзьями он часто посещал публичные дома и даже женские монастыри, где у него было множество любовниц.
Согласно ещё одной легенде (история семьи Контарини полна ими), он начал по-другому себя вести, когда, собираясь заняться любовью с монахиней, он заметил на её пальце обручальное кольцо: девушка объяснила ему, что это знак того, что она невеста Христова. Устыдившись,  он покинул монастырь, причем крест монастыря при этом поклонился ему в знак признательности. После этого  он становится хорошим мужем и отцом, женившись на некой Констанце, которая родила ему четверых детей. Хотя, возможно, у него впоследствии появился также незаконнорождённый сын.
Контарини обладал хорошими навыками государственного управления, хотя однажды и был оштрафован за то, что слишком рано вернулся со своей миссии на Крите, не дав серьёзного объяснения своим действиям и аргументировав это «личными причинами».
Историк Клаудио Рендина говорит о достоинствах Контарини только после его становления дожем, хотя последний никогда не верил пророчеству бедняка. После неудачных попыток занять должность в 1361 и 1365 годах, 20 января 1368 года он был избран дожем 26 из 41 избирателями, несмотря на его просьбу снять его кандидатуру.

## Правление

### Период первый: 1368—1378
Контарини, находившийся на своей вилле около Падуи, был вызван в Венецию и был вынужден либо принять титул дожа, либо подвергнуться изгнанию и конфискации всего имущества. Пророчество начало понемногу сбываться и пребывание у власти начало становиться мучительным. Сначала, в 1369 году, вспыхнула война с Триестом; город был осаждён и вскоре был вынужден сдаться.
Начиная с 1370 года, Венеции приходилось противостоять Падуе, где главенствовала семья Каррарези. Они постоянно строили козни венецианцам, желая сокрушить своего соседа. Они послали в Венецию монаха, чтобы организовать шпионскую сеть; после того, как он был пойман и казнён, они связались с Бартоломео Гратариа, яро ненавидевшим венецианцев. Он планировал отравить колодцы во всём городе. 2 июля 1372 года заговор, в котором также принимали участие проститутки, был раскрыт и все его участники были казнены. Мир с Каррарези был подписан 2 октября 1373 года после торжественного унижения Франческо Новелло Каррарезе.
В то же время, король Венгрии, стремясь расширить свои владения, безуспешно напал на город и уже в следующем году был вынужден просить о мире. С каждым городом положение лагунного города становилось всё опаснее: внутренние районы страны находились в руках Каррарези, Далмация была во власти венгров, а близлежащие моря были захвачены Генуей; столкновение было неизбежно.
10 октября 1373 года, в городе Фамагуста на острове Кипр, во время банкета, между венецианскими и генуэзскими резидентами завязалась драка, последние были изгнаны; Генуя, разгневавшаяся на местного короля Петра II, послала свой флот к берегам острова, где он захватил несколько морских баз. Венеция, поначалу занимавшая пассивную позицию, не могла просто так оставить эти действия. Вспыхнула война, в которой в этот раз Генуя чувствовала преимущество над своим соперником: проиграв предыдущую войну, Венеция переживала экономический кризис и к тому же была окружена врагами, не имея союзников. Период 1374—1378 годов является временем поспешной подготовки к войне, которая в этот раз станет решающей для судьбы Венеции как великой державы. Несчастья, предсказанные бедняком молодому Контарини, начинали приближаться.

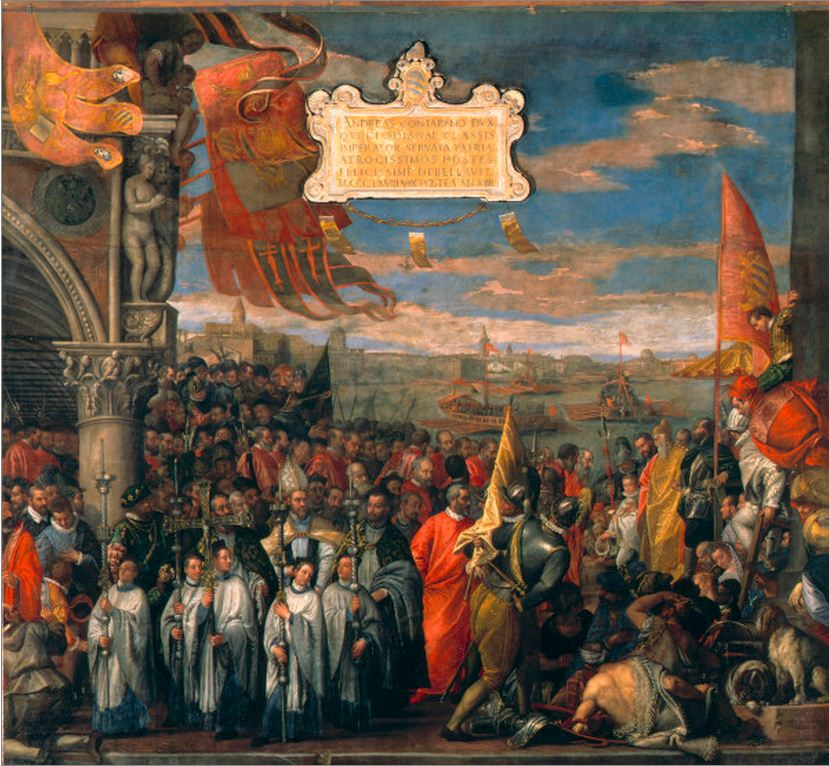
Андреа Контарини победоносно возвращается из Кьоджи. Работа Паоло Веронезе.

### Война Кьоджи: 1378—1381
Генуэзцы, организовав флот под командованием Луиджи де’Фиески, начали грабить Грецию и венецианские колонии, желая спровоцировать вмешательство врага, которое не заставило себя ждать и произошло 30 марта 1378 года под руководством венецианского адмирала Витторио Пизани. Венеция смогла победить врага, однако она сразу же вынуждена была отступить из-за прибытия в Адриатику второго и более мощного флота под командованием генуэзского адмирала Лучано Дориа.
7 мая 1379 года, около базы близ Пулы, флот Венеции был окончательно разбит. Новость, принесённая в Венецию приплывшим с берегов Истрии арбалетчиком, вызвала панику среди жителей города. Пизани был заключён, флот был реорганизован, но было уже слишком поздно: Кьоджа, Маламокко, Повелия и Сент-Эразмо пали.
Поставка продовольствия была перекрыта, а венгры напали на Истрию — конец Республики был близок. Однако, когда казалось, что всё уже кончено, город снова обрёл веру в себя. 18 августа 1379 года, по акту, в котором дворянство в отчаянии обратилось за советом к народу, собравшемуся на площади Сан-Марко, Виторио Пизани был освобождён и назначен командующим 40 галер.
Контарини взял под своё командование несколько частей несмотря на свой преклонный возраст (ему было уже почти 80). После долгих сражений, 22 декабря 1379 года Пизани удалось достичь Кьоджи и осадить генуэзцев. Адмирал Дориа был убит в январе 1380 года и 24 июня город сдался, Контарини с триумфом вступил туда.
Война длилась ещё год; враги, утратив надежду на победу, решили принять условия сотрудничества и компромиссного мира: Венеция потеряла Далмацию, Тревизо и Конельяно, Тенедос, торговые льготы на Чёрном море, однако впоследствии она выиграла на этом. Это второе поражение Венеции, ставшее впоследствии триумфом: потеряв почти всё за несколько месяцев, Генуя начала постепенно слабеть. Никогда больше она не представляла угрозы для резко усилившейся Венеции.

### Последние годы: 1381—1382
4 сентября 1381 года 30 семей, оказавших финансовую помощь Республике в войне, вошли в состав Большого совета. Андреа Контарини, измученный войной, во время которой ему приходилось постоянно поддерживать дух жителей города, был уже стар и слаб. Он оказался хорошим дожем и опроверг все плохие предзнаменования по поводу его правления. Он умер 5 июня 1382 года вскоре после захода солнца и был похоронен в церкви Санто-Стефано в гробнице из мрамора. Он первым из венецианских дожей удостоился надгробной речи.